# Øveraasen

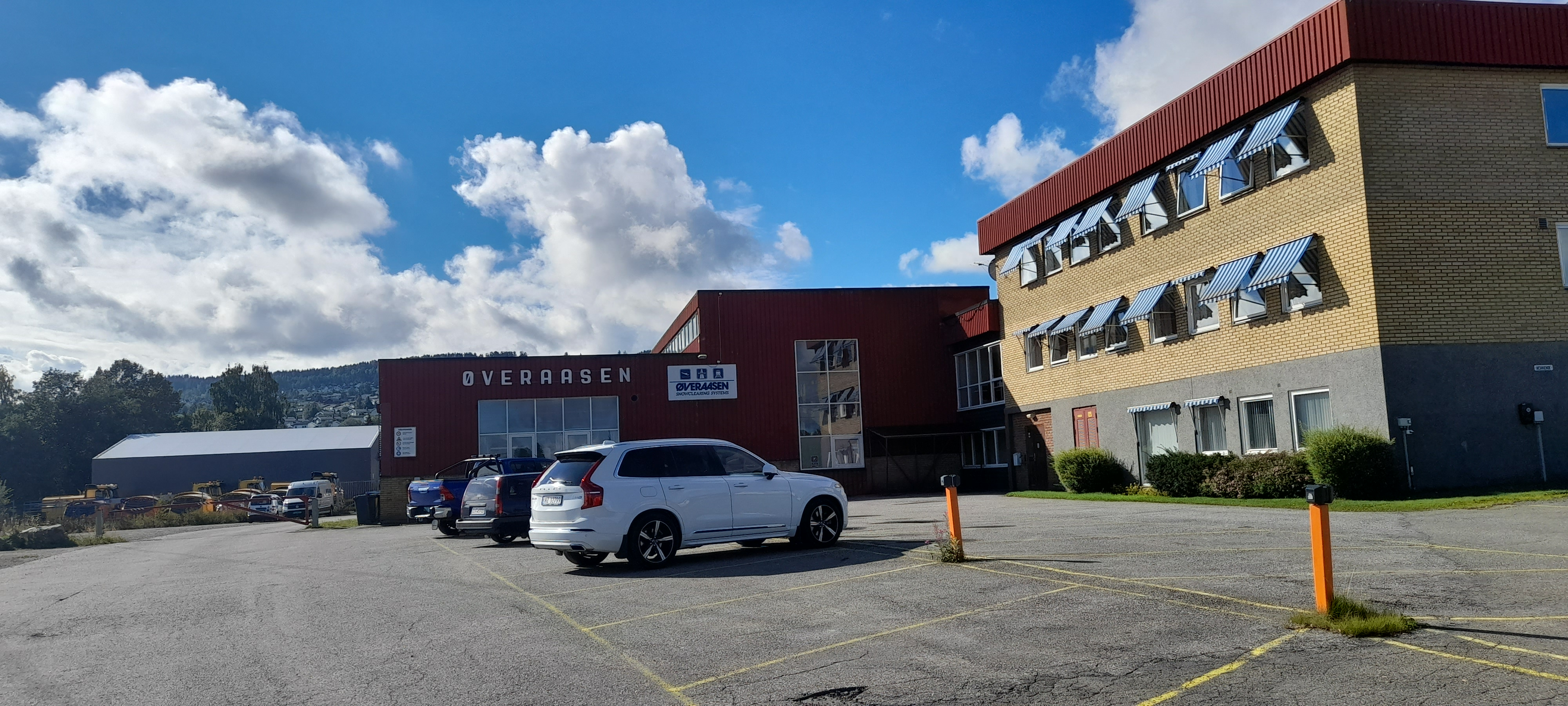
De fabriek in Gjøvik

De firma Øveraasens motorfabrikk & mek. verksted uit Gjøvik werd opgericht in 1908 door de gebroeders Øveraasen. 

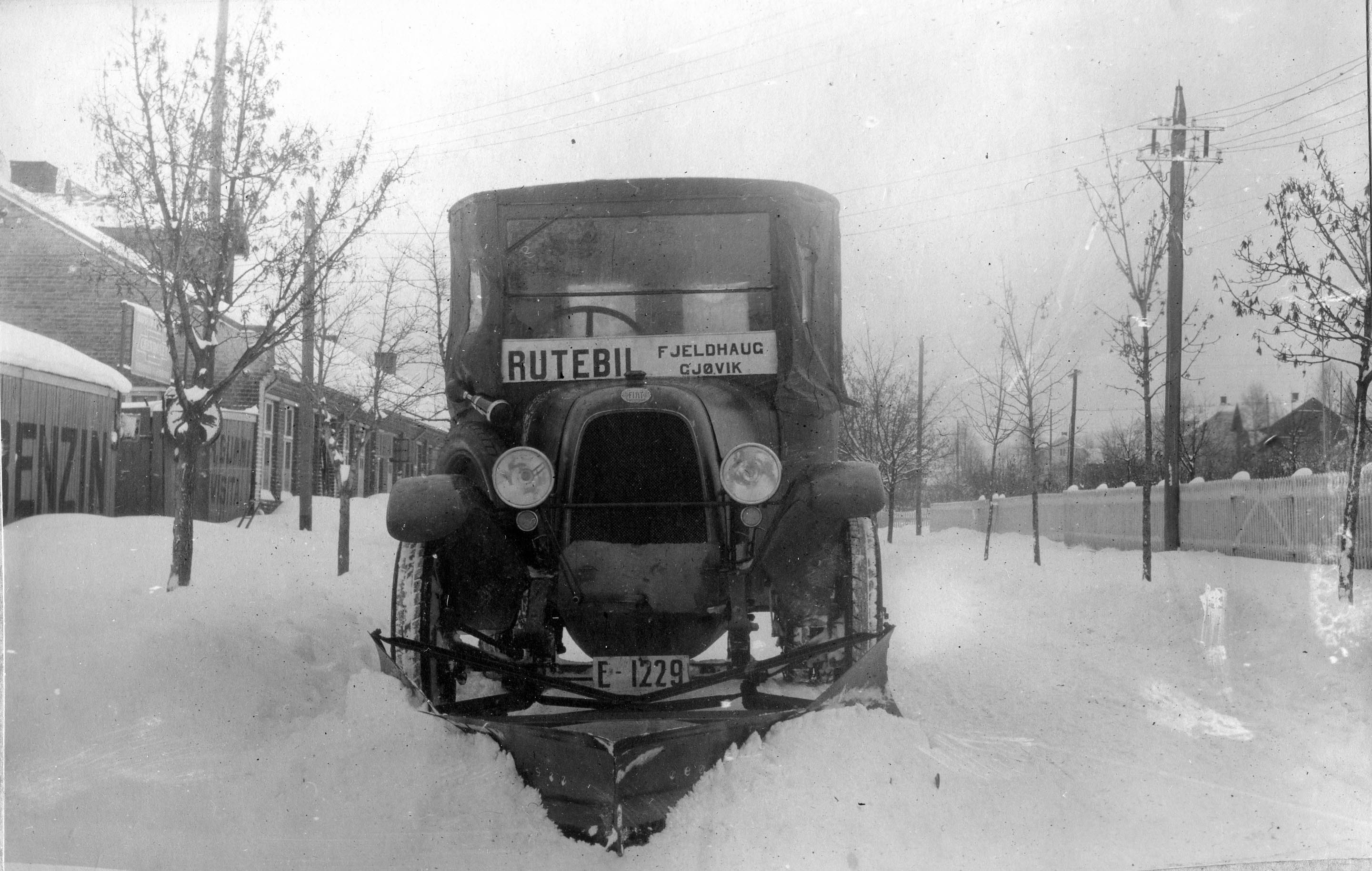
Een sneeuwschuif gemaakt door Øveraasen

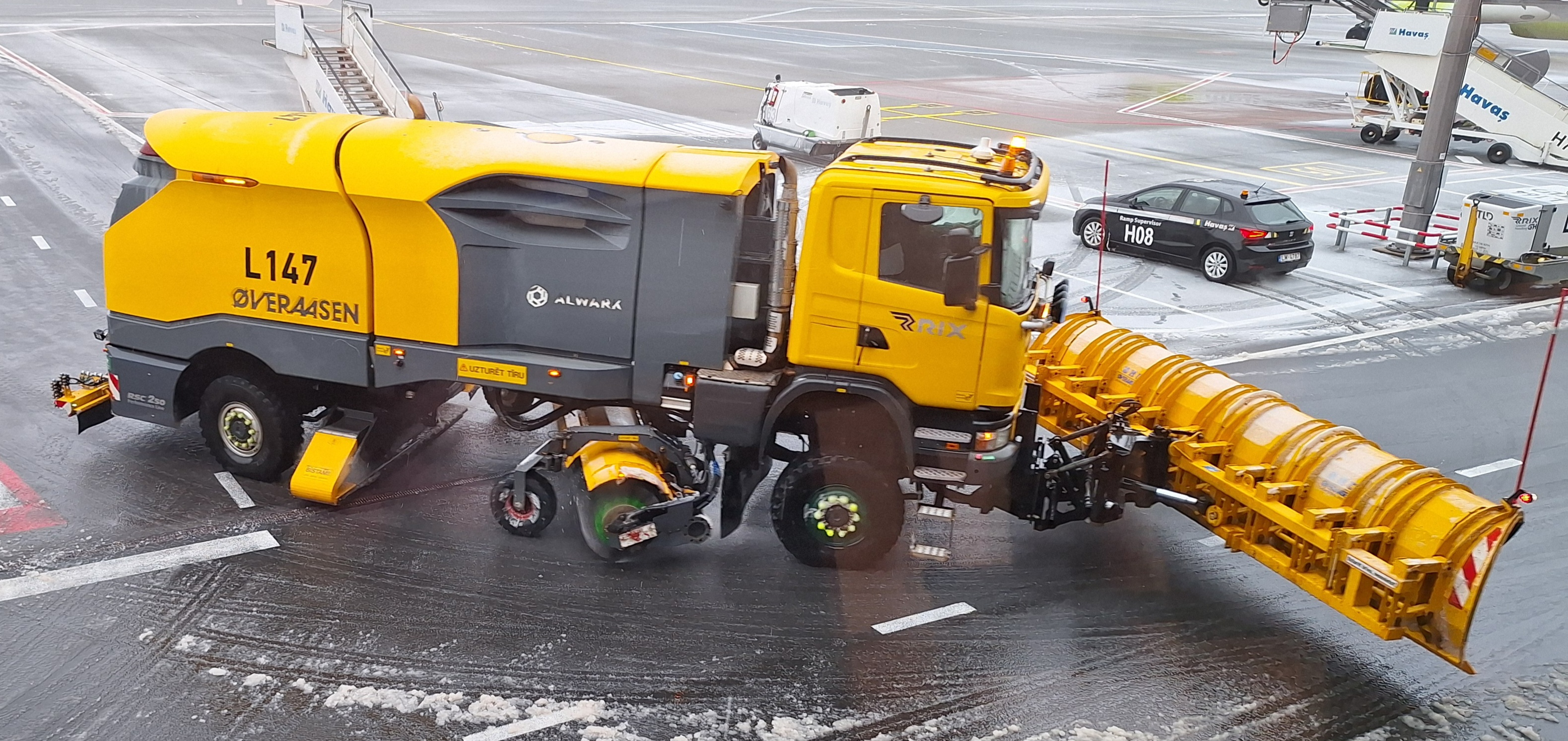
Øveraasen sneeuwschuif op het vliegveld van Riga

Aanvankelijk maakte het bedrijf verbrandingsmotoren, die de merknaam Trygg (veilig) hadden. De productie van motoren duurde tot 1958. Later maakte men zaagmachines en schuurmachines, maar uiteindelijk vond men een niche in sneeuwschuiven en sneeuwblazers. Deze worden tegenwoordig onder andere op luchthavens gebruikt.

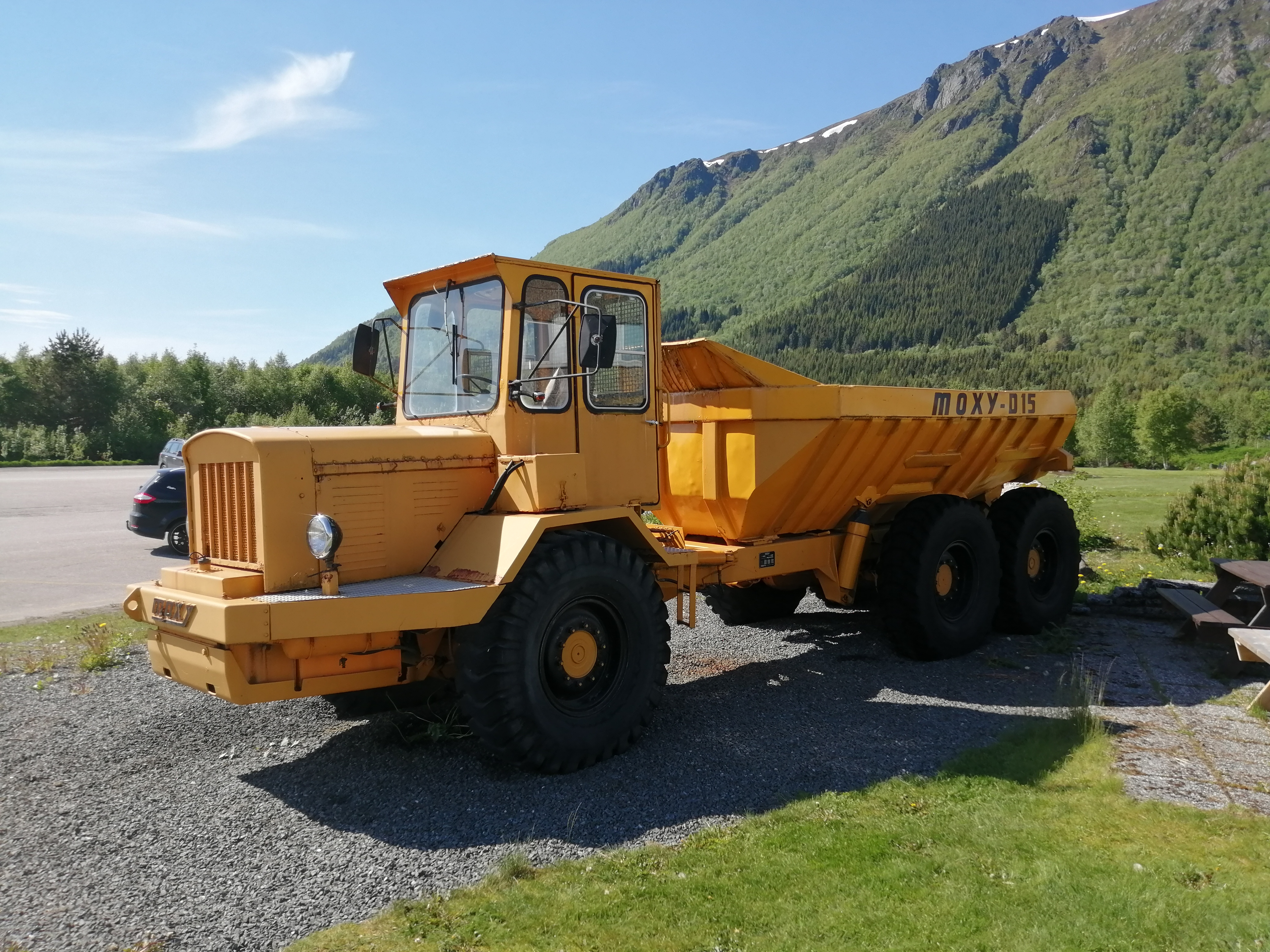
Moxy D15, vrijwel bouwgelijk

Een ander product dat men ontwikkelde was een dumper, dat men verkocht met de merknaam Viking D15. Men verkocht het concept aan Moxy. Een D15 kan men tegenwoordig voor de fabriek van wat vroeger Moxy heette zien staan.